# Марина Олегівна
Марина Олегівна (*д/н — 1279) — дружина Всеволода Костянтиновича, князя Ярославського та Переяславського.

## Життєпис
Походила з династії Рюриковичів, гільки Ольговичів. Донька Олега Святославича, князя Курського. У 1227 або 1228 році вийшла заміж за Всеволода Костянтиновича, князя ярославського і переяславського (За даними Лаврентіївського літописі шлюб відбувся 1227 року, в Троїцькому літописі ця подія датується 1228 роком). Цим шлюбом було завершено війну за чернігівський престол. Втім вже наприкінці 1228 року була вимушена з чоловіком залишити Переяслав та перебратись до Ярославля.
Під час монгольської навали на північну Русь зуміла вціліти та зберегти дітей, а її чоловік загинув у битві на річці Сіть 1238 року. Після цього доклала значних зусиль задля збереження Ярославського князівства за своїми синами. Фактично була його правителькою за молодого князя Василя Всеволодовича.
Пережила обох синів. У 1257 році стала правити з Марією, донькою Василя Всеволодовича, попросивши хана Джанібека прислати сюди свого намісника Зосиму. Проте у 1262 року повсталі ярославці вбили того. У 1263 році влаштувала шлюб Марії Василівни з Федором Ростиславичем, що став новим Ярославським князем. Померла у 1279 році в Ярославлі.

## Родина
- Василь (бл.1229—1249), князь Ярославльський у 1238—1249 роках
- Костянтин (д/н—1255/1257), князь Ярославльський у 1249—1255/1257 роках